# یواس‌اس اویز (اس‌پی-۳۸۲)
یواس‌اس اویز (اس‌پی-۳۸۲) (به انگلیسی: USS Avis (SP-382)) یک کشتی بود که طول آن ۵۲ فوت (۱۶ متر) بود. این کشتی در سال ۱۹۰۸ ساخته شد.